# Campeonato Paulista 1906
El Campeonato de la Liga Paulista de Fútbol de 1906 fue la quinta edición de esta competición entre clubes de fútbol de São Paulo afiliados a la Liga Paulista de Foot-Ball (LPF). Es reconocido oficialmente por la Federación Paulista de Fútbol (FPF) como la quinta edición del Campeonato Paulista de Fútbol.
Disputado entre el 3 de mayo y el 7 de octubre de ese año, contó con la participación de seis clubes. Sin embargo, el campeonato se vio ensombrecido por la primera gran crisis del fútbol en São Paulo, resultado de una supuesta malversación de ingresos procedentes de la venta de entradas. El Líder de la competición, el Athletica das Palmeiras acabó castigado con la descalificación del torneo y la anulación de todos los puntos obtenidos.
El caso no terminó hasta finales de 1908 y principios de 1909, cuando el Athletica fue reintegrado a la liga, que consideró anulada la competición de 1906: el propio Germânia, que heredaría el título, no había reclamado la «Copa Álvares Penteado» hasta ese momento. Sin embargo, si en los registros de la Liga Paulista de Foot-Ball no hubo ningún ganador en ese campeonato, la sucesora Federación Paulista de Fútbol otorgó al Germânia el título de campeón paulista de 1906, al igual que la prensa de la ciudad.

## Historia
Antes del inicio del campeonato, dos decisiones demostraron que el conflicto entre los jugadores y la directiva del Paulistano al final del último torneo, que culminó con la salida de varios jugadores al Athletica das Palmeiras, no había sido olvidado.
Ofendido por la rebelión, el presidente Numa de Oliveira presentó un pedido de expulsión definitiva del jugador Jorge Mesquita, a quien responsabilizó del episodio que culminó con el desmantelamiento del equipo campeón. La LPF inicialmente aprobó la sanción y, poco después, la redujo a un año de suspensión. Como consecuencia, la liga revisó sus estatutos para incluir disposiciones más estrictas sobre el control de los clubes miembros y creó un consejo de representantes para juzgar futuros casos considerados como transgresiones.
También en una clara señal de mala voluntad, la liga acordó incorporar al Athletica das Palmeiras al Club de Regatas São Paulo, fundado dos años antes por miembros de la élite agrícola paulista. Habiendo planeado la alianza durante muchos meses, la fusión estuvo más cerca de realizarse cuando el Athletica trasladó su sede a la hacienda Floresta, a orillas del río Tieté, en enero de ese año. Pero, cuando los representantes de Regatas São Paulo se presentaron a la LPF como asociación sucesora, su admisión no fue aceptada por los comisionados de la liga.

## Equipos participantes
| Equipo                  | Ciudad    | Fundación               |
| ----------------------- | --------- | ----------------------- |
| Athletica das Palmeiras | São Paulo | 9 de noviembre de 1902  |
| Germânia                | São Paulo | 7 de septiembre de 1899 |
| Internacional           | São Paulo | 19 de agosto de 1899    |
| Mackenzie               | São Paulo | 18 de agosto de 1898    |
| Paulistano              | São Paulo | 29 de diciembre de 1900 |
| São Paulo Athletic      | São Paulo | 13 de mayo de 1888      |

## Desarrollo
En la disputa del campeonato de liga, que comenzó a principios de mayo, sucumbieron los tradicionales favoritos Paulistano y São Paulo Athletic. Los primeros sintieron la ausencia de sus principales jugadores, que ahora defendieron a la Athletica. El tres veces campeón São Paulo Athletic hizo una campaña pésima, sin obtener una sola victoria y además sufrió dos derrotas desconcertantes: 0–6 contra Germânia y 1–9 contra Internacional. Esto último provocó una crisis en el equipo de los ingleses que culminó con el abandono del torneo, actitud inusual para la ética deportiva de la época. Como consecuencia, un grupo disidente formado por Jeffery, Robottom, Viotti, Butler y Rowlands abandonó la liga para fundar una nueva institución, el Concordia Football Club. El líder del equipo, Charles Miller, también dimitió como vicepresidente de la LPF antes del final del campeonato.
Sin las dos fuerzas tradicionales, el fútbol paulista vio surgir dos nuevos protagonistas, Athletica das Palmeiras y Germânia, que compitieron intensamente por el campeonato. Líder durante la mayor parte del torneo, Germânia perdió el segundo enfrentamiento entre ambos equipos en agosto y vio al Athletica acercarse al título, hasta que un escándalo sacudió la disputa.
Poco después de la derrota por 0-2 ante el Athletica das Palmeiras el 30 de septiembre, la directiva del Internacional presentó un recurso de apelación ante la LPF, denunciando al rival por malversación de parte del dinero recaudado en ese partido. La acusación fue desmentida por la directiva del Athletica, que alegó en su defensa que fue víctima de difamación, porque un empleado del club había vendido entradas con un 50% de descuento a socios del Club de Regatas São Paulo, y que estaría dispuesto a compensar las pérdidas del Internacional.
Según el diario O Commercio de São Paulo, detrás de la denuncia había un supuesto pacto entre Paulistano, Germânia y Mackenzie para eliminar al Athletica del campeonato. La crisis se profundizó con la renuncia de Armando Prado como presidente de la liga, inmediatamente reemplazado por Antonio Prado. La dirección del Mackenzie College ya había determinado que el club deportivo de sus estudiantes, que gestionaba el equipo de fútbol, fuera disuelta por «cuestiones disciplinarias».
En protesta, la junta directiva del Athletica se retiró de la liga y pidió al entonces secretario de seguridad pública, 
Washington Luís, que abriera una investigación policial para esclarecer el caso. Aunque no se demostró ninguna ilegalidad, la directiva de la LPF confirmó el 22 de octubre la decisión de descalificar al Athletica das Palmeiras y anular todos los puntos de los partidos que había disputado. El castigo se basó en la interpretación del artículo 19 del estatuto de la liga, que estipulaba que los ingresos deben dividirse en partes iguales entre los dos participantes y que los juegos nunca podrían «constituir un objeto de explotación por parte de ningún individuo, empresa o institución».
La historia del campeonato no terminó ahí. Al año siguiente, seguidores y futbolistas del Athletica das Palmeiras publicaron un manifiesto con decenas de firmas, en el que exigían a la liga una reparación pública, mediante la devolución del título revocado o la anulación del campeonato. Pero la LPF ignoró la denuncia y el Athletica se distanció de la entidad, reconciliandose ambos solo a partir de 1908, cuando la Liga Paulista de Foot-Ball anuló de sus registros históricos el campeonato de 1906 e invitó al Athletica das Palmeiras a jugar el torneo de 1909 sin pasar por un proceso de selección.

### Clasificación
| Pos. | Equipo                  | Pts. | PJ | G | E | P | GF | GC | Dif. | Clasificación |
| ---- | ----------------------- | ---- | -- | - | - | - | -- | -- | ---- | ------------- |
| 1    | Germânia (C)            | 16   | 9  | 7 | 0 | 2 | 25 | 6  | +19  | Campeón       |
| 2    | Internacional           | 12   | 9  | 6 | 0 | 3 | 23 | 14 | +9   |               |
| 3    | Paulistano              | 7    | 8  | 1 | 1 | 6 | 10 | 21 | −11  |               |
| 4    | Mackenzie               | 6    | 5  | 1 | 2 | 2 | 10 | 13 | −3   | Retirado      |
| 5    | São Paulo Athletic      | 1    | 7  | 0 | 1 | 6 | 5  | 26 | −21  | Retirado      |
| 6    | Athletica das Palmeiras | 0    | 7  | 6 | 0 | 1 | 18 | 8  | +10  | Descalificado |

 Fuente: RSSSF
| Campeón Germânia |
| 1.er título      |